# Beaufortia sprengelioides
Beaufortia sprengelioides är en myrtenväxtart som först beskrevs av Dc., och fick sitt nu gällande namn av Lyndley Alan Craven. Beaufortia sprengelioides ingår i släktet Beaufortia och familjen myrtenväxter. Inga underarter finns listade i Catalogue of Life.